# Rudolf Wiechert

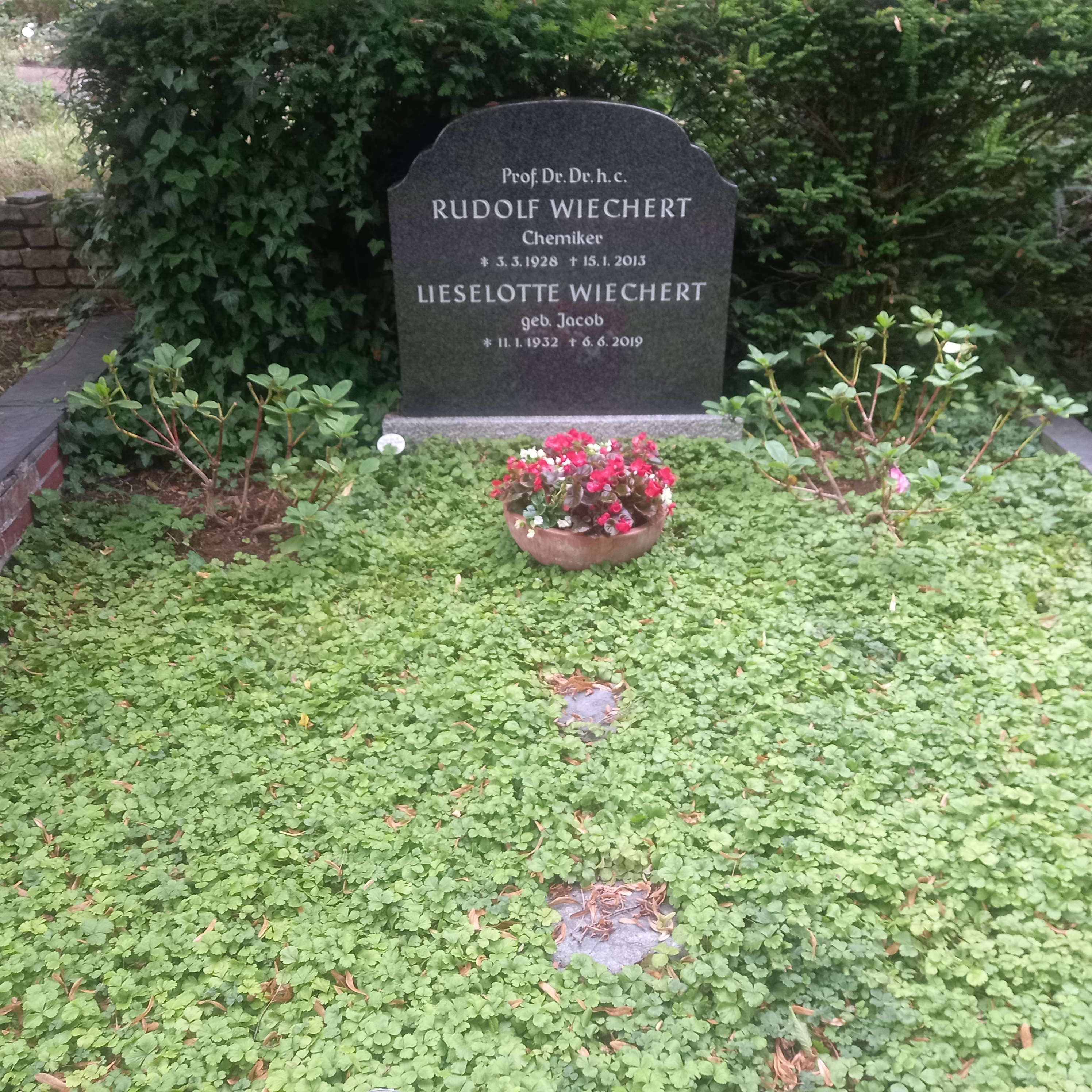
Das Grab von Rudolf Wiechert und seiner Ehefrau Lieselotte, geborene Jacob, auf dem Alten Friedhof Wannsee in Berlin

Rudolf Wiechert  (* 3. März 1928 in Stendal; † 15. Januar 2013 in Berlin) war ein deutscher Chemiker und Erfinder.

## Leben
Wiechert wurde 1944 als Schüler zu den Flakhelfern eingezogen. Als Angehöriger der Wehrmacht geriet er in sowjetische Kriegsgefangenschaft und widmete sich sofort nach der Freilassung wieder seiner Schulbildung. 1947 legte er in Stendal sein Abitur ab und begann an der Freien Universität Berlin Geographie und Germanistik zu studieren, wechselte aber bereits 1949 zur Chemie. Im Arbeitskreis von Willy Lautsch fertigte er dort auch 1954 seine Diplomarbeit an. Mit einer Dissertation zur Synthese von Hochpolymeren mit vorab gebildeten Einschlusshohlräumen wurde er bereits 1956 promoviert.  Ab 1957 war Wiechert dann als Chemiker für die Schering AG tätig; 1963 übertrug man ihm die Leitung der Abteilung für Steroidchemie. An der Technischen Universität Berlin habilitierte sich Wiechert 1968 mit einer Schrift über 1,2-Methylensteroide, drei Jahre später wurde er zum außerplanmäßigen Professor ernannt.

## Werk
Zu den von Wiechert und Mitarbeitern bei der Schering AG synthetisierten Arzneistoffen zählen Cyproteronacetat und Drospirenon. Bedeutende Fortschritte der organischen Synthesechemie sind ebenfalls mit seinem Namen verbunden. So konnte er – unabhängig und etwa zeitgleich zu Zoltan Hajos von Hoffmann-La Roche, Inc. in Nutley, NJ (USA) – die enantioselektive durch (S)-Prolin katalysierte Cyclisierung zum Hajos-Wiechert-Keton realisieren, einem Baustein für die Ringe C und D des Steroidgerüstes. Dies war der entscheidende Startschuss für ein gänzlich neues Forschungsgebiet, die Organokatalyse, die heute auch mit der  Hajos-Parrish-Eder-Sauer-Wiechert-Reaktion verknüpft ist.
Das wissenschaftliche Œuvre von Wiechert umfasst 331 Patente und 159 Publikationen.

## Ehrungen (Auswahl)
- Adolf-Windaus-Medaille
- Adolf-von-Baeyer-Denkmünze (1978)
- Grand prix de la Maison de la Chimie
- Hans-Herloff-Inhoffen-Medaille
- Mitglied der Akademie gemeinnütziger Wissenschaften zu Erfurt (1990)